# Amour
Pour les articles homonymes, voir Amour (homonymie).

L'allégorie de l'amour est habituellement le cœur.

L'amour est un fort sentiment d'affection et d'attachement envers un être vivant ou une chose, assez intense pour pousser ceux qui le ressentent à rechercher une proximité physique, intellectuelle ou même imaginaire avec l'objet de cet amour. L'amour éprouvé pour une autre personne peut conduire à adopter un comportement particulier, aboutir à une relation amoureuse si cet amour est partagé et, éventuellement, à des relations sexuelles illustrées par l'expression faire l'amour.
En tant que concept général, l'amour renvoie la plupart du temps à un profond sentiment de tendresse et d'empathie envers une personne, que l’on oppose généralement à la haine. Toutefois, même cette conception spécifique de l'amour comprend un large éventail de sentiments différents, allant de la passion amoureuse et de l'amour romantique, à la tendre proximité sans sexualité de l'amour familial ou de l'amour platonique et à la dévotion spirituelle de l'amour religieux.
L'amour sous ses diverses formes agit comme un facteur majeur dans les relations sociales et occupe une place centrale dans la psychologie humaine, ce qui en fait également l'un des thèmes les plus courants dans l'art.
Le verbe français « aimer » peut renvoyer à une grande variété de sentiments, d'états et de comportements, allant d'un plaisir général lié à un objet ou à une activité (« j'aime le chocolat », « j'aime danser ») à une attirance profonde ou intense pour une personne (« Roméo aime Juliette ») ou plusieurs personnes (« Il aime ses enfants »). Cette diversité d'emplois et de significations du mot le rend difficile à définir de façon unie et universelle, même en le comparant à d'autres états émotionnels.

## Un sentiment riche et complexe

Le couple emblématique Roméo et Juliette, tableau de Frank Dicksee (1884).

Le mot français « amour », comme le verbe « aimer » qui lui est relatif, recouvre une large variété de significations distinctes, quoique liées. Ainsi, le français utilise le même verbe pour exprimer ce que d'autres langues expriment par des verbes différents : « j’aime ma femme » et « j’aime les sucreries » par exemple (alors qu'en anglais, on dira respectivement « to love » et « to like » et, en espagnol, « querer » ou « amar » et « gustar »). On constate aussi une telle variété pour le mot « amour », par exemple dans la pluralité des mots grecs désignant l’« amour ». Les différences culturelles dans la conception de l'amour redoublent donc la difficulté d'en donner une définition universelle.
Le substantif « amour » a néanmoins une extension moins large que le verbe « aimer » et se rapporte à des choses moins terre à terre : on parlera rarement, par exemple, d'« amour » des sucreries, même si l'on dit les « aimer », mais on pourra parler d'« amour de l'art ». Le sens du verbe « aimer », qui peut aussi exprimer l'amitié, ou plus simplement une affection pour quelque chose qui est source de plaisir, est donc plus large que celui du mot « amour ».
Bien que la nature ou l’essence de l'amour soit un sujet de débats, on peut éclaircir plusieurs aspects de cette notion en s'appuyant sur ce que l'amour n'est pas. En tant qu'il exprime un sentiment fort et positif, on l'oppose communément à la haine, voire à l'indifférence, la neutralité ou l'apathie. En tant que sentiment, plus spirituel que physique, on l'oppose souvent au désir ou au sexe et en particulier au désir sexuel. En tant que relation privilégiée et de nature romantique avec une personne, on le distingue souvent de l'amitié, bien que l'amitié puisse être définie comme une forme d'amour, et que certaines définitions de l'amour s'appliquent à une proche amitié.
L'amour désigne un fort attachement affectif à quelqu'un ou à quelque chose. S'il renvoie souvent, dans l'usage courant, aux relations humaines, et plus précisément à ce qu'une personne ressent pour une autre, l'amour peut néanmoins aussi être « impersonnel » : il est en effet possible de dire qu'une personne éprouve de l'amour pour un pays (par exemple, son propre pays : voir Patriotisme), pour la nature, ou encore pour un principe ou un idéal, si elle lui accorde une grande valeur et qu'elle s'y sent très attachée. De même, on peut ressentir de l’amour pour un objet matériel, un animal ou une activité, si l'on entretient des liens affectifs forts ou étroits avec ces objets (ou qu'on s'identifie à eux). Lorsque l'amour d'un objet devient exclusif, voire excessif ou pervers, on parle de fétichisme ou d'idolâtrie.
L'amour entre les personnes, quant à lui, est un sentiment généralement plus intense qu'un simple sentiment amical ou affectueux. Il peut cependant se présenter sous différentes formes et à des degrés d'intensité divers, de la simple tendresse (quand on dit « aimer » les enfants, par exemple) au désir le plus ardent (chez les amants passionnés par exemple). Ainsi, l'amour entre les membres d'une même famille n'est pas le même qu'entre des amis ou au sein d'un couple d'amoureux. Quand il est ressenti avec une grande intensité et qu'il exerce un fort pouvoir érotique (ou une attirance sexuelle), on parle d'amour « passionnel » ou de « passion amoureuse », utilisant souvent l'image de la flamme ou de la brûlure pour décrire l'effet qu'il exerce sur les sens et l'esprit. Quand cette passion provoque une identification si étroite avec une personne qu'elle tend à unifier les deux amants, on parle d'amour « fusionnel ».
L'apparition plus ou moins subite de l'amour passionnel est décrite dans la langue courante comme un dessaisissement (« tomber amoureux », « coup de foudre »), provoquant chez celui qui l'éprouve des comportements destinés à séduire l'être aimé et visant à obtenir la réciprocité de cet amour, qui s'exprimera le cas échéant par des actions et des gestes amoureux – parmi lesquels les caresses, les baisers et les rapports sexuels, ces derniers étant désignés dans plusieurs langues par l'expression « faire l'amour ». Ces pratiques et ces gestes sont en partie culturels et peuvent faire l'objet – tout comme l'étude des interdits liés à l'amour – d'une approche anthropologique ou sociologique.
Outre les différences culturelles dans les pratiques liées à l'amour, les idées et les représentations sur l'amour ont également beaucoup changé selon les époques. L'amour platonique, l'amour courtois et l'amour romantique sont ainsi des conceptions distinctes et apparues à des époques précises de l'Histoire. Il existe aussi un certain nombre de désordres psychiques liés à l'amour, et étudiés par la psychologie, comme l'érotomanie ou le narcissisme. Certaines formes d'amour sont par ailleurs perçues comme des perversions ou des déviances (voir paraphilie), telles que la pédophilie (attirance sexuelle pour les enfants) et la zoophilie (attirance sexuelle pour les animaux). De telles amours peuvent être étudiées aussi bien par la psychologie que par les sciences humaines et sociales.
À cause de la nature complexe et difficile à saisir de l'amour, les discours sur l'amour se réduisent souvent à des clichés, que l'on retrouve dans un certain nombre de dictons sur l'amour, depuis la phrase du poète Virgile : « L'amour triomphe de tout (omnia vincit amor) », jusqu'au célèbre : « L'amour rend aveugle ». Le philosophe Leibniz en donnait, lui, cette définition : « Aimer, c'est trouver plaisir au bonheur d'autrui ».
Dans l'Histoire, la philosophie et la religion (ainsi que la théologie qui lui est liée) ont beaucoup médité sur le phénomène amoureux, source constante d'inspiration pour les arts plastiques, littéraires et musicaux. La psychologie, au siècle dernier, a renouvelé les réflexions sur le sujet. Ces dernières années, des sciences telles que la biologie, la neurologie et les neurosciences, mais aussi la zoologie[réf. souhaitée] et l'anthropologie[réf. souhaitée], ont amélioré notre compréhension de la nature et de la fonction de l'amour.

## Historique

### Étymologie
Le terme est employé au XIIIe siècle en langue française sous la forme amor venant de l'ancien occitan et se prononçant « amour ». On le note dès les Serments de Strasbourg (842) dans une forme romane dans la locution Pro deo amur (pour l'amour de dieu).

### Grèce antique

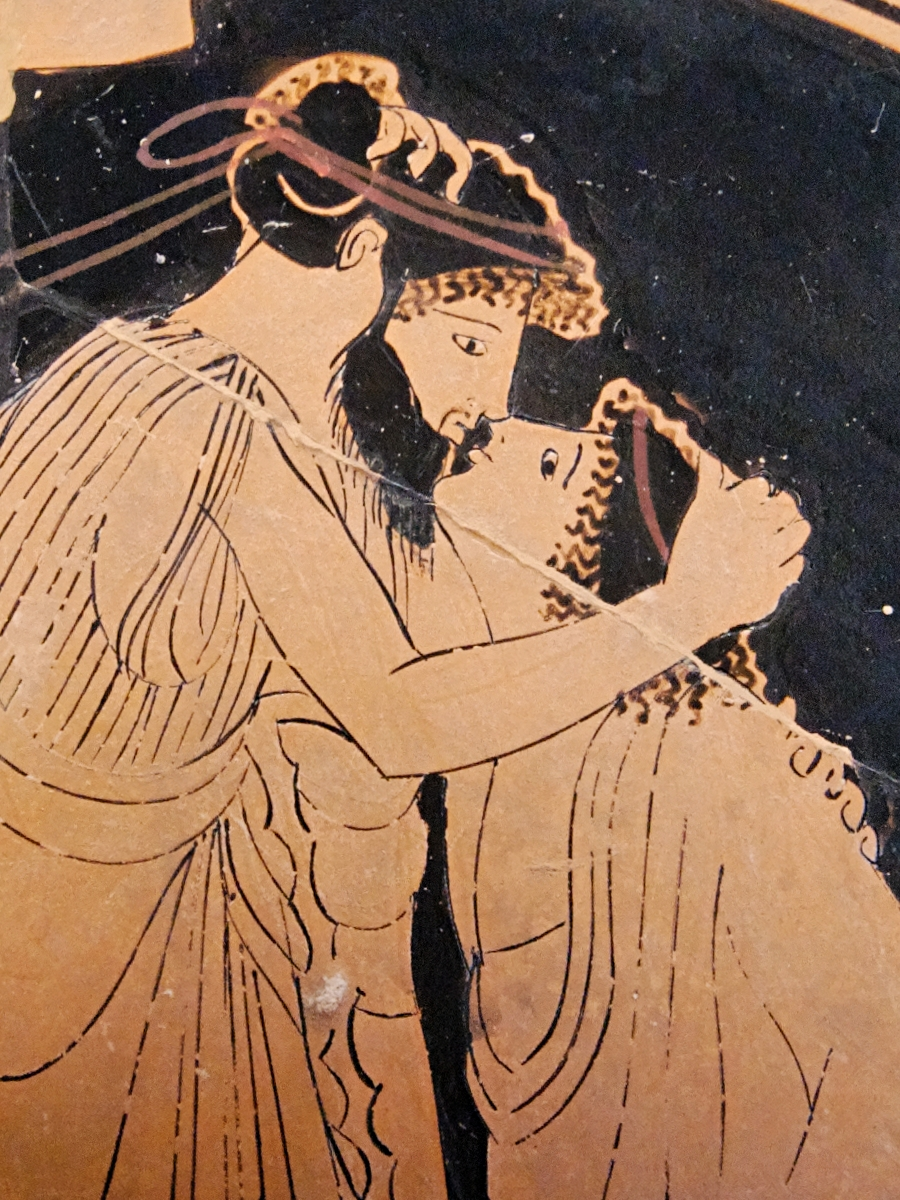
Éraste et Éromène, détail d'une coupe attique du (musée du Louvre).

Le terme amour recouvre quatre sentiments distincts de la Grèce antique : l'éros, la philia, l'agapè et la storgê.
La storgê est l’amour entre parent et enfant, particulièrement l'amour mère-enfant.
La philia se rapproche de l'amitié telle qu'on l'entend aujourd'hui, c'est une forte estime réciproque entre deux personnes de statuts sociaux proches, qui mène aussi à l'entraide. Elle ne pouvait exister à l'époque qu'entre deux personnes du même sexe, du fait de l'inégalité entre les sexes.
L’agapé est l'amour du prochain proche de l'altruisme aujourd'hui, le don désintéressé. Il se caractérise par sa spontanéité, ce n'est pas un acte réfléchi ou une forme de politesse, mais une réelle empathie pour les autres qu'ils soient inconnus ou intimes. Dans la tradition chrétienne des pères de l'Église, ce mot est assimilé au concept de charité, bien que celui-ci soit plus proche d'une relation matérielle établie avec des personnes en souffrance. L’agapè originelle ne revêt pas cette connotation morale de responsabilité devant une autorité divine.
L’éros, lui, est l'amour au sens d’être amoureux, l'amour des poètes pour ainsi dire. Cet amour est parfois romantique ou passionné, et s'accompagne presque toujours de désir sexuel. Dans la pensée platonicienne, il est parfois vu comme l'une des passions néfastes que produit l’épithumia (ou « appétit »), mais aussi comme une « divine folie » qui est « la cause des plus grands biens pour les hommes ». Cependant, il pouvait se mêler à la philia à travers la pédérastie, qui liait un amant d'âge mûr (« éraste ») à un jeune aimé (« éromène »).

### Société américaine des années 1960
D'après la revue Planète, les relations amoureuses aux États-Unis, selon leur type, s'exprimaient dans les années 1960 par trois mots : « love », le sentiment amoureux ; « sex », les rapports sexuels sans préjuger des sentiments, présents ou non ; et « fun », le simple échange de relations intersexe allant du simple flirt à des relations plus poussées, mais sans intention d'engagement ni d'une part ni de l'autre.

## Approche philosophique
Les réflexions philosophiques se développent sur des vécus différents. Citons l'amour reçu des parents, l'amitié, la passion amoureuse. L'amour reçu des parents est idéalement vécu d'abord comme un donné inconditionnel, mais fusionnel ; puis de plus en plus comme responsabilisant (l'enfant reconnu dans son altérité doit fonder son propre foyer) ; pour se poursuivre, à travers des conflits plus ou moins aigus dans une nécessaire distance où l'enfant s'assume dans une relation dont il se sent responsable, qu'il peut vivre avec d'autres comme amitié. La passion amoureuse se vit d'abord comme une aliénation, elle nait de l'émotion, vise la possession. Elle peut se prolonger dans un engagement de volonté, comme don de soi dans la fidélité.
Certains philosophes ont développé le concept d'amour comme fusion. Empédocle imaginait l'amour et la haine comme les deux forces originaires de l'être. L'amour, pour lui, est le contraire de la haine qui sépare. L'idée d'unité, voire de fusion, sous-tend sa notion d'amour. Dans la même veine, Aristophane, dans le Banquet de Platon, imagine l'amour comme une aspiration à l'unité originelle. Étendu à sa dimension cosmique, l'amour ne semble plus qu'un leurre pour nous faire participer à la dynamique cosmique. Arthur Schopenhauer, inspiré par le bouddhisme, en arrive ainsi à un pessimisme métaphysique : puisque l'amour nous fait entrer dans un cycle cosmique sans cesse répété, dans un cycle de souffrances menant à une unité impersonnelle, ne vaut-il pas mieux renoncer au désir, à l'amour ? Schopenhauer avance que l'amour n'est qu'une illusion du Vouloir-Vivre (l'essence de toute chose selon lui) qui est défini comme le désir inconditionnel d'une espèce de subsister et de se perpétuer elle-même à travers la reproduction. Schopenhauer déclare d'ailleurs au sujet de l'amour : « L'amour n'est qu'un piège tendu à l'individu pour perpétuer l'espèce ».
Socrate va au-delà du concept d'amour-fusion. Il comprend l'amour comme étant l'enfant de Pénia, le dénuement, et Poros, la ressource. Aimer, c'est désirer ce qu'on n'a pas. L'amour, à la différence du besoin, est une insatisfaction radicale : enfant de dénuement. L'amour cherche la contemplation de la beauté, et ultimement de la beauté absolue. Cet amour est aussi riche en ressources - enfant de Poros -, donc fécond, non dans la possession, mais dans la créativité, car né de la différence entre le même et l'autre, il est source d'imprévisible nouveauté.
Aristote conceptualise la différence entre eros et philia, mettant en valeur cette dernière. La philia idéale est celle où on s'unit non par intérêt ou plaisir, mais comme recherche du bien de l'autre sans rien attendre en retour. La joie de ces 'amis' vient de l'amitié elle-même. Aristote introduit dans l'idée d'amour l'idée d'opposition entre amour de soi et amour de l'autre. Cependant, il résout l'opposition dans l'idée que l'amour de soi bien pensé demande de s'attacher à la « partie supérieure de l'âme », à rechercher le Bien supérieur, à vivre harmonieusement en commun, et cette harmonie qui est le bien vivre, qui est le cœur de l'être, ne peut se vivre qu'en vivant l'amour de l'autre qui fait sentir la joie de l'être à travers l'existence de l'autre. L'autre est nommé par lui « alter ego » : j'ai besoin de l'autre pour me comprendre.
Pour répondre à cette question : « l'homme est-il à la source de l'amour qu'il vit ou l'amour est-il un concept naturel qui s'impose à l'homme ? », le philosophe Baruch Spinoza, qui s'est sérieusement penché sur la question, notamment dans son Éthique, définit ainsi que : « L'amour n'est autre chose que la joie, accompagnée de l'idée d'une cause extérieure ; (…) Nous voyons également que celui qui aime s'efforce nécessairement de se rendre présent et de conserver la chose qu'il aime ». Il semble que c'est par le biais de la littérature que le thème de l'amour a été traité par les philosophes à partir de la Renaissance. Pensons à Rousseau, Goethe, Voltaire, etc. Sur le déplacement de l'interrogation sur l'agapé grec vers la littérature, nous renvoyons à Derrida.
Emmanuel Levinas a développé le thème de l'altérité notamment dans : Le Temps et l'autre, Totalité et Infini. Il porta l'éthique au rang de philosophie première, réel bouleversement dans le rationalisme occidental.
Le XXe siècle ressuscite aussi une conception hédoniste de l'amour, notamment à travers le mouvement hippie :
« Vivre d'amour et d'eau fraîche ». Ni guerre ni labeur ; uniquement l'amour. « Peace and Love » (« Paix et amour »). Plaisir de la séduction, de l'érotisme et des divertissements sexuels mêlé de pacifisme.

## Approche psychologique

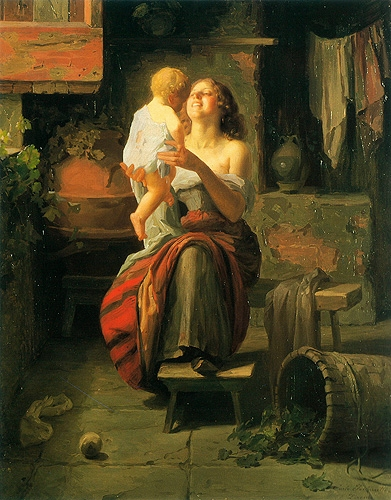
Amour maternel (Facchinetti).

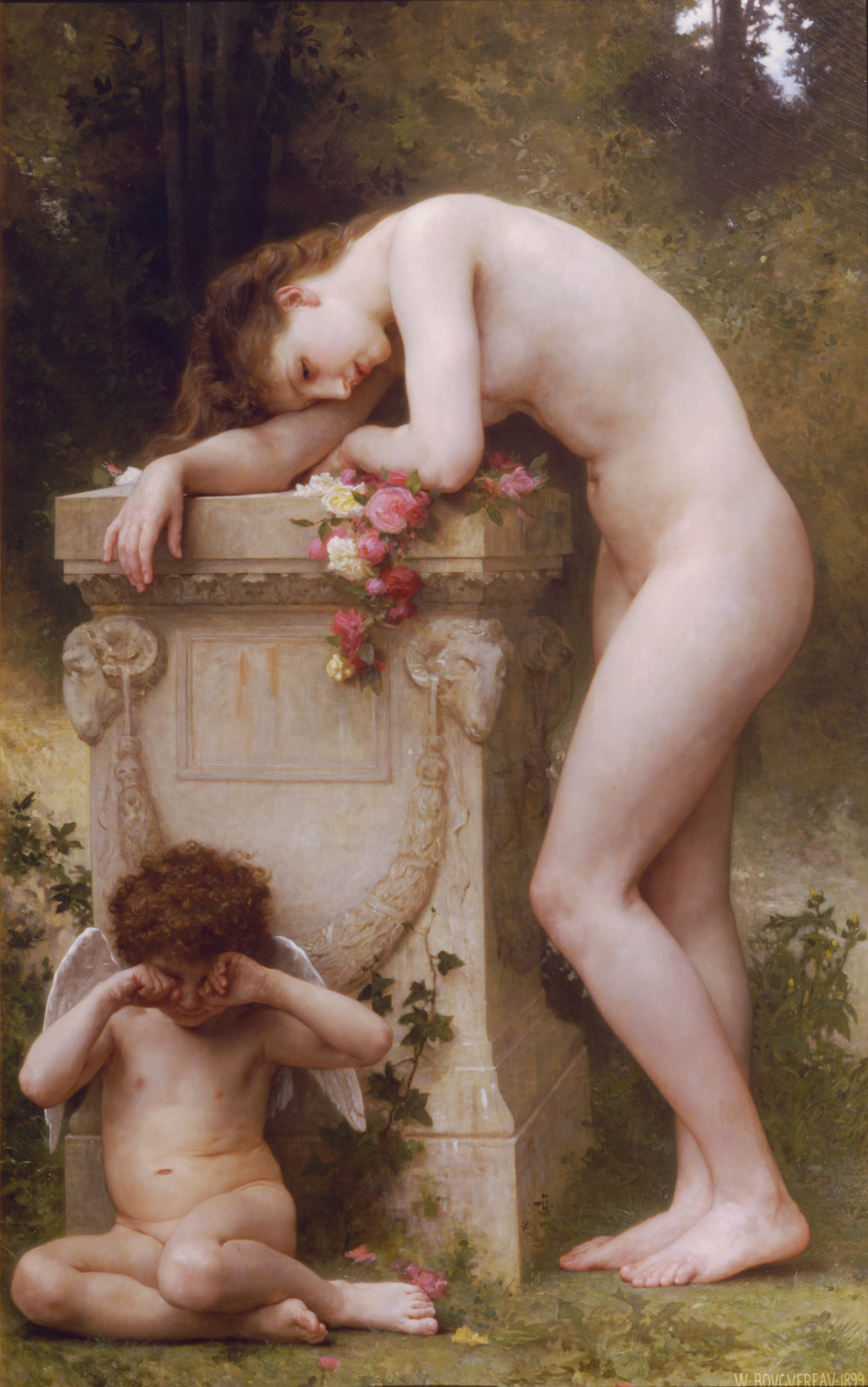
Élégie et manque d'amourpeinture utopique de William Bouguereau.

### Psychanalyse
Sur le plan psychique, la psychanalyse considère que les premières relations parents-enfants sont déterminantes dans l'esprit d'une personne et de sa perception de l'amour. Les relations mère-fils ou père-fille, notamment, sont particulièrement marquantes. Les relations parents-enfants sont généralement déséquilibrées : le parent répond aux besoins de l'enfant. Il est dit dans ce cas que l'amour de l'enfant est captatif et celui des parents oblatif.
En grandissant, l'enfant apprend à rééquilibrer ces relations. Cet apprentissage peut échouer à tel ou tel moment, et l'adulte en garder un manque de maturité (s'il n'en prend pas conscience) et une perception de l'amour plus ou moins blessée. Les relations de ses parents entre eux seraient aussi importantes dans la construction de cette idée de l'amour.

### Comblement d'un manque
L'amour peut être perçu essentiellement comme la quête d'un manque, lorsque la notion oblative ne s'est pas développée. L'amour apporté à un individu ou un objet naîtrait parce qu'il apporte à un individu ou qu'il serait susceptible de lui apporter. « Aimer » ne serait autre qu'une façon inconsciente d'avouer sa propre impuissance à l'autonomie pour un besoin particulier à un moment donné. Besoin d’aimer ou besoin de se sentir aimé ne serait autre qu'un besoin égoïste, qu'une attente de la personne qui pourrait combler les ‘manques’ immatériels ou matériels qu'elle ne serait pas capable de satisfaire par elle-même. Par exemple, en Occident, le besoin d'un enfant entraînerait le besoin d’une compagne ou d’un compagnon à nos côtés, besoin qui nourrit un sentiment d’amour ou de besoin d’amour pour la personne attendue pour concevoir cet enfant.
La réalité psychique du besoin d’enfant résiderait plus dans un besoin de sécurité motivé apparemment par le bien de l'enfant : le nourrir et l'accompagner vers l’âge adulte. Mais cette attitude, apparemment généreuse, sous-tendrait en fait un désir caché chez certains parents d'être accompagné vers la vieillesse. Dans ce type de situation, « aimer » ou dire « je suis amoureux(se) », serait une façon inconsciente de dire : « j’espère que la personne pour laquelle j’éprouve des sentiments amoureux m’apportera les choses que j’attends d’elle ». Tant qu'il est senti chez la personne aimée la présence des choses attendues de sa part, le sentiment perdure, mais si la personne aimée perd ou ne dispose pas d'une partie de ce que l'autre attend, le sentiment d’amour s’estompe ou s’éteint. Lorsque ce sentiment s'estompe, il n'est pas rare d’entendre : « Nos deux chemins se sont séparés » car « mes besoins ont changé », « nous n'avons pas suivi la même route », etc. À ce moment, la personne qui se sent « en danger » peut être sujette à des crises d'anxiété. La personne quittée peut y être plus ou moins indifférente ; si tel n’est pas le cas, celui qui est « abandonné » aura probablement un sentiment de tristesse, de jalousie, de colère ou même de haine…

### Psychologie
Selon l'universitaire Nicolas Favez, l'amour a longtemps été absent en psychologie du couple, à la fois pour des raisons morales et en raison de la difficulté à aborder l’objet.
Isaac « Zick » Rubin (1970) est considéré comme le précurseur des recherches empiriques et psychométriques en la matière ; ses travaux s'appuient sur une théorie de l’amour compris comme « une attitude qui prédispose l’individu à penser, ressentir et agir d’une façon particulière envers un objet d’amour », vision semblable à l’attachement romantique.

#### Typologies

Théorie triangulaire de l'amour de Robert Sternberg.

Plusieurs typologies ont été proposées comme celle du sociologue John Alan Lee (en) dans Les couleurs de l’amour en 1970 (déclinée en plusieurs « styles » de « Eros » à « Agape ») ou encore la théorie dite « triangulaire » (1977) du psychologue Robert Sternberg (où l’amour est constitué de trois composants : la passion, l’intimité et l’engagement, dimensions susceptibles de varier en intensité, représenté sous forme d’un triangle, et qui donne sept styles de l’« affection » à l’« amour accompli »).
Si conceptualiser l’amour au niveau psychologique est déjà difficile, le mesurer est plus compliqué encore, et la plupart des chercheurs ont renoncé devant la difficulté à trouver des critères le rendant quantifiable (Rubin, 1988). Quelques tentatives ont cependant eu lieu : en 1986, Elaine Hatfield et Susan Sprecher, respectivement psychologue et sociologue américaines, élaborent la Passionate Love Scale (PLS) (« échelle d'amour passionnel »), un test visant à mesurer le degré d'intensité de l'amour porté par un individu pour un autre ; celui-ci intègre des composants cognitifs, émotionnels et comportementaux,. Le protocole est ensuite réutilisé par de nombreux chercheurs dans les décennies suivantes,. D'autres échelles sont ensuite élaborées : la Love Attitudes Scale (« échelle d’attitudes amoureuses ») (C. Hendrick & S. Hendrick, 1990; C. Hendrick, S. Hendrick & Dicke, 1998) et la Triangular Love Scale (« échelle d'amour triangulaire ») (Sternberg, 1997).
En 1999, les universitaires Roy F. Baumeister et Ellen Bratslavsky exposent une théorie selon laquelle l'amour est la dérivée première de l'intimité mesurée dans le temps, ce qui signifie que si le sentiment amoureux est peu intense lorsque l'intimité est stable (qu'elle soit forte ou faible), il va en se renforçant dès que l'intimité va croissant,. En 2003, les chercheurs Anne Falconi et Étienne Mullet déterminent la « structure algébrique exacte » de l'amour tout au long d'une vie adulte en attribuant un facteur multiplicateur à chacune des trois grandes composantes de l'amour : 0,51 pour la passion, 0,29 pour l'intimité et 0,20 pour l'engagement,.
Selon Nicolas Favez, la principale critique concernant l'appréhension générale de l'amour en psychologie « est l’indétermination de leur objet : il n’est jamais très clair si l’on parle, avec ces styles d’amour, de la personnalité des individus – leur inclinaison à aimer d’une certaine façon, ce qui en ferait donc un trait de personnalité, ou si l’on parle de relations – le style serait une qualité émergente de la rencontre entre deux personnes. […] Or, la question est de savoir dans quelle mesure nous avons deux systèmes séparés, l’un d’amour et l’autre qui évalue l’importance de la relation et pilote le premier, ou si l’importance que nous attribuons à une relation ne dépend pas justement de l’amour ressenti ».

## Approche biologique

### Zoologie (comportements hominoïdes amoureux)
Zoologiquement, la vie et le comportement sexuels des êtres humains présentent de nombreux points communs avec ceux des primates, et plus généralement avec l'ensemble des mammifères. L'observation de autres grands singes suggère que l'amour chez l'homme ne serait qu'une forme culturellement complexifiée d'un phénomène existant déjà chez ces animaux.
Physiologiquement, le coït tel qu'il est observé chez l'Homo sapiens ne diffère guère de l'accouplement chez les grands singes. En revanche, la séquence amoureuse, des premières approches, de la séduction jusqu'à l'accouplement, semble avoir évolué parallèlement à l'hypertrophie du cortex cérébral dont a été dotée notre espèce au cours de son évolution récente. Les aptitudes à l'idéation, l'imagination, l'anticipation et à la stratégie qui en résultent ont complexifié le processus à l'extrême.
Les zoologues se sont en outre intéressés à l'avantage concurrentiel, du point de vue de l'espèce, que donne l'amour tel qu'il se manifeste chez les êtres humains. Il apparaîtrait comme nécessaire à la sécurisation du couple durant la période d'extrême vulnérabilité des jeunes, elle-même suivie de la phase de développement de l'intelligence d'un adulte, moments qui, rapportés à leurs équivalents chez les espèces proches, sont extrêmement longs.
En outre, les comportements sexuels se manifestent de manière extrêmement variable chez les animaux. D'un point de vue évolutif, la grande variété des comportements amoureux influencerait la diversité des espèces.
Concernant la relation maternelle chez les animaux, une intervention dans un processus naturel comme l'accouchement perturbe l'attachement de la femelle envers son petit. Ainsi, « des brebis parturientes ayant subi une anesthésie péridurale ne manifestent pas de comportement maternel ».

### Neurologie et biochimie
Chez l’humain, l’attachement « romantique » met en jeu globalement les mêmes régions cérébrales, ainsi que certaines structures impliquées dans le système de récompense. Des psychiatres et chercheurs en psychologie comparent les effets de la passion amoureuse et du plaisir qu'elle procure, avec ceux d'une drogue comme l'alcool, pouvant générer une « dépendance » ou « addiction » à la personne « aimée », et conduire à des états de « manque » lorsqu'elle est inaccessible,,. Différents composés chimiques sont évoqués dans les processus d'attirance, d'attachement, et de sexualité, tels que la phényléthylamine, la dopamine, les endorphines, et l'ocytocine,. L’anthropologue Helen Fisher va jusqu'à assimiler la puissance de ce sentiment à une addiction proche de la cocaïno-dépendance. Plusieurs auteurs ont souligné la ressemblance entre certains aspects de la passion amoureuse (altération de l’état mental, exaltation de l’humeur, pensées intrusives de l’objet aimé…) et certains troubles psychiques (observés par exemple dans les troubles bipolaires et obsessionnels-compulsifs).

## Approche anthropologique

### Amour et famille
Dans son dernier ouvrage, Le Premier Amour (Plon, 1999), les enfants sont de grands passionnés et savent très tôt ce qu'aimer veut dire, on aime à trois ans comme on aimera toute sa vie, explique le psychosociologue Francesco Alberoni.
Le lien originel serait la première histoire d’amour selon les chercheurs, une continuation de quête à toutes les histoires amoureuses convoitées. L’attachement sexuel présenterait dès la naissance une activité neurophysiologique qui se maintiendrait dans l'enfance pour déborder physiquement sur l’âge adulte avec l’afflux d’hormones provoquant des réponses physiologiques à l'adolescence. Jean-Pol Tassin, neurobiologiste au Collège de France, indique que les histoires d'amour sont des éléments émotionnels dans le processus cérébral qui sont un prolongement du lien maternel. « Dès la naissance, un rapport à la mère fondé sur la recherche de plaisirs sensoriels se crée, explique-t-il. Avec ce premier rapport hédoniste, l'enfant au cours de son développement se bâtit ce que l'on peut appeler un « bassin attracteur » : il intègre petit à petit ses satisfactions premières et va passer sa vie à rechercher chez les autres des stimuli analogues. »
La famille est un lieu riche en relations amoureuses : amour conjugal, amour maternel, et de manière plus générale, parental, amour filial, fratrie.
L'importance de l'affection des membres d'une même famille entre eux est illustrée par l'émotion vécue dans les grands évènements tels qu'une naissance, un mariage, un succès, une épreuve, un accident, un décès.

### Relations sexuelles
L'amour ne diffère pas fondamentalement dans les diverses cultures humaines, les parades de séduction restant à la base les mêmes en Afrique, en Orient, en Europe ou en Amérique du Nord[réf. nécessaire]. C'est plutôt l'attitude à l'égard du désir féminin, dont la répression est fréquente dans beaucoup de sociétés (voir aussi Comportement et langage), qui change de forme extérieure. Il semble qu'un abandon de soi permet la délivrance ou l'expression d'un aboutissement à autrui.

### Comportement amoureux dans le monde
Le comportement sexuel varie fort peu suivant les diverses sociétés humaines. Les modes de séduction, de contacts, les parades et les expressions faciales ne présentent que des différences mineures et très extérieures.[réf. nécessaire] L'Europe n'a plus le monopole de la représentation massifiée du comportement amoureux ; pourtant, les deux grandes industries cinématographiques du monde, occidentale et indienne[réf. nécessaire], montrent de manière saisissante le caractère uniforme des représentations collectives de la sexualité dans des cultures différentes, a fortiori sachant que ces deux cinémas ont chacun une aire d'influence qui va bien au-delà de leurs sphères géographiques propres. Les films indiens sont depuis longtemps projetés dans tous les cinémas du Moyen-Orient et du monde arabe, tandis que le cinéma occidental a depuis longtemps fait la conquête du Japon et de la zone d'influence chinoise.[réf. nécessaire]

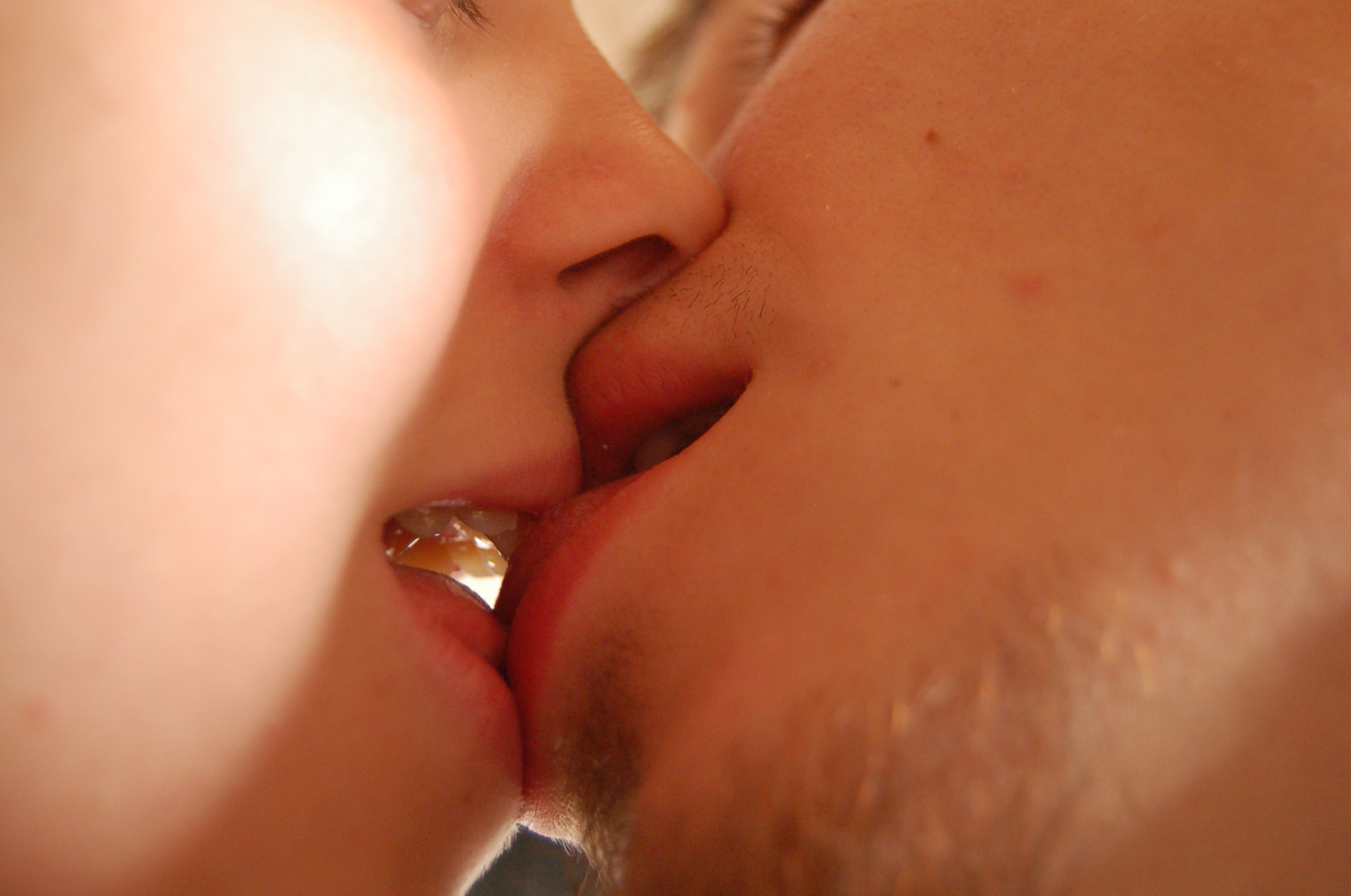
Le baiser, un trait culturel.

Néanmoins, certains détails comportementaux sont culturellement acquis. Le baiser avec la langue, par exemple, qui semble naturel en Occident, en Chine, dans le monde arabe, en Inde, était probablement inconnu en Afrique subsaharienne avant l'arrivée des Européens[réf. nécessaire]. Dans Ma vie secrète, un anonyme licencieux de l'époque victorienne rapporte qu'il a dû enseigner cette pratique, qui n'allait pas de soi. Il s'agirait donc d'un trait culturel, mineur, mais réel.
L'ethnolinguistique, l'anthropologie linguistique et les études en traduction mettent en question la démarche anthropologique qui consiste à analyser le rapport entre les êtres humains et l'amour dans diverses langues-cultures. L'ethnolinguistique de Underhill (2012) montre par exemple que l'amour est représenté en termes métaphoriques, et que les cadres et les configurations métaphoriques diffèrent en anglais, français et tchèque. Mais si on va au-delà de la langue et on entre dans le discours, on ne peut maintenir le modèle d'un individu qui incarne sa culture et sa langue. On constate que les individus adoptent, adaptent et résistent les cadres culturels qu'ils trouvent dans la langue. L'anthropologie qui focalise sur les études multilingues montre que la langue n'est que le modèle qui est entretenu par les discours et par les « stratégies discursives ». L'amour se négocie en langage. Et souvent, les locuteurs résistent ou rejettent les métaphores conceptuelles selon lesquelles l'amour serait « fusion », le « centre » ou le « but » de la vie. L'humour ne cesse d'innover à partir de paradigmes traditionnels. La vulgarité aussi (voir Underhill 2012).
L'homosexualité est un comportement attesté depuis la plus haute Antiquité et fort bien documenté. D'un point de vue psychologique, l'amour entre homosexuels ne diffère pas significativement de l'amour hétérosexuel.
Internet a modifié quelque peu les relations amoureuses dans le monde en facilitant les contacts à distance. De nombreux couples issus de continents différents se sont formés grâce à ce nouveau média.

### Comportement et langage
Paradoxalement, l'acte le plus naturel du monde (la reproduction) tout comme certaines fonctions corporelles (la défécation) sont accompagnés chez les êtres humains d'interdits sociaux visibles au niveau du langage et du comportement.
Il existe dans toutes les sociétés humaines des tabous relatifs à ces fonctions. Par exemple, l'homme est la seule créature[réf. nécessaire] qui se réunit en groupe pour manger mais, dans certaines cultures, s'isole pour déféquer. De même, l'acte sexuel se fait de préférence dans l'isolement (l'amour en groupe est considéré comme déviant). Le langage est lui-même empreint de ces valeurs morales qui distinguent ce qui est « propre » de ce qui est « sale ». La plupart des religions ont considéré comme nuisible pour la vie de l'individu le fait de vouloir satisfaire toutes les pulsions sans critères de limite (voir libertinage, célibat, abstinence) ou au contraire pour en faire le centre de leur philosophie dans certaines sectes (le gourou s'adjuge toutes les femmes du groupe). Le langage distingue ainsi dans toutes les langues du monde plusieurs niveaux pour désigner la copulation : poétique (union), vulgaire (baiser et une infinité d'autres termes), médical-scientifique (coït), etc. Quelques exemples d'euphémismes évitent d'être trop explicite comme faire l'amour ou coucher avec quelqu'un.
Le choix du partenaire résulte en fin de compte d'un équilibre subtil entre l'attirance consciente ou culturelle (goûts ou passions communs, niveau de langage, richesse, comportement social, etc.) et l'attirance inconsciente ou naturelle (physique, odeur, sentiment de sécurité, etc.) Il est naturel d'exprimer métaphysiquement ses envies, désirs et besoins.
Pour le philosophe Aharon Ben-Ze'ev, on a tendance à être attiré par une personne qui nous ressemble ou ressemble à nos parents.

## Arts
De toute époque, l'amour, comme « désir », a inspiré les artistes de toutes les disciplines artistiques. C'est un thème récurrent et majeur avec le temps ; conséquences de la naissance, de la vie et la mort.

### Dans les arts plastiques

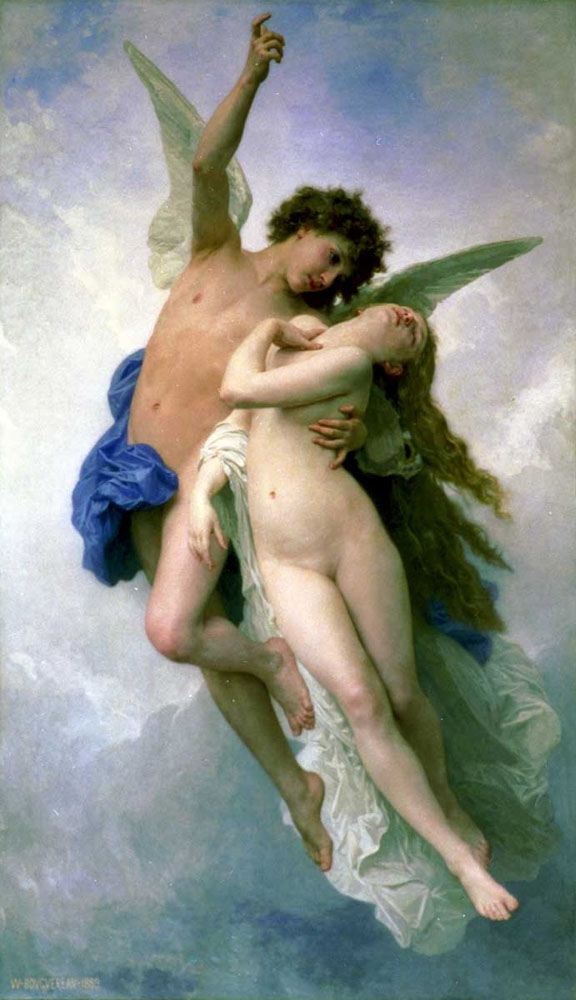
Psychè et L'Amour, par William Bouguereau (1889).

L'amour a toujours été un thème de prédilection dans l'histoire de la peinture et de la sculpture, par la représentation de situations amoureuses ou par la symbolique ou l'allégorie, faisant intervenir des personnages mythologiques.
Certains thèmes ou personnages mythologiques ou historiques reviennent :
- Éros (ou Cupidon), dieu des amours profanes, est souvent représenté dans des scènes comme sujet principal, ou comme personnage secondaire pour évoquer la présence symbolique de l'amour. Enfant ou adolescent espiègle et capricieux, ailé et portant un arc avec lequel il tire des flèches d'or dans les cœurs humains, ce qui leur apportent amour et désir d'amour. Les scènes les plus représentées sont : l'amour d'Éros pour Psyché, Éros l'enfant turbulent désarmé par sa mère Aphrodite, la victoire de l'amour sur les œuvres humaines (voir la célèbre version du Caravage) ou la lutte entre l'amour profane et l'amour sacré.
- Aphrodite (ou Vénus), déesse de l'amour, mère de Éros/Cupidon, inspire souvent les peintres, notamment pour l'épisode de sa naissance. Elle apparaît au monde déjà adulte, nue et sortant de la mer : les versions de Botticelli (cf. La naissance de Vénus), Cabanel, Fantin-Latour ou Bouguereau comptent parmi les plus célèbres.
- La vie amoureuse tumultueuse de Zeus/Jupiter a également fait l'objet de nombreuses représentations : l'enlèvement de Léda, d'Europe ou de Ganymède sont parmi les thèmes les plus souvent traités.
- Les grandes histoires d'amour de l'histoire ou de la littérature comme Tristan et Yseult, Roméo et Juliette, Ulysse et Pénélope et bien d'autres ont été traitées en peinture, surtout dans les périodes romantiques (préraphaélisme, romantisme, etc.).

Par ailleurs, nombre de scènes amoureuses de la vie quotidienne des hommes ont été représentées, depuis la cour faite à l'être aimé au drame amoureux, en passant par le baiser langoureux ou le libertinage. Un exemple est le tableau de Jean-Honoré Fragonard nommé le Verrou.

### Dans la littérature
L'art poétique et le roman sont, avec la chanson, quelques-uns des moyens de prédilection de l'expression verbale de l'amour. À travers les âges, la littérature a reflété des tendances de l'amour, des divinités mythologiques à l'amour réaliste de notre époque.
Le français présente une curiosité grammaticale : le mot amour est ordinairement au masculin au singulier, mais souvent au féminin au pluriel  (« Un amour mort » / « Des amours mortes »), mais il peut également être au féminin au singulier (« La belle amour, la vraie amour »).
Souvent au féminin au pluriel  («Des amours mortes »). 
À l’époque de Voltaire et Maupassant, cette règle était suivie « à la lettre », surtout dans le cas de l’accord des mots « belles » et « folles » amours, mais aujourd’hui elle est devenue archaïque. 
Selon l’Office québécois de la langue française :
Le féminin reste toutefois vivant dans la langue soutenue et littéraire au sens de « passion » ou de « sentiment amoureux ».
• Je n’oublierai jamais mes premières amours tant elles furent passionnées.
Par ailleurs, lorsqu’il désigne une personnification de l’amour ou une représentation du dieu de l’amour (généralement un cupidon joufflu avec un arc et un carquois), amour est toujours masculin, au singulier comme au pluriel.
• Tout le mur était orné de cœurs rouges et d’amours ailés et dodus.
Même si le féminin reste vivant dans la langue soutenue et littéraire au sens de « passion » ou de « sentiment amoureux », on mettra au masculin amour et les autres mots dont il commande l’accord quand le singulier et le pluriel du nom amour sont associés dans une même phrase.
L’Académie française note ceci : « Gramm. Lar. 1964, § 249 écrit : “Amour, après avoir longtemps hésité entre les deux genres, est considéré par les grammaires classiques comme masculin au singulier et féminin au pluriel. Le genre masculin semble aujourd’hui se généraliser pour les deux nombres” (cf. aussi Littré, rem. et Grev. 1964, § 253). »  

## Religions

Victoire de l'Amour sacré sur l'Amour profane, tableau de Giovanni Baglione (vers 1602).

### Dans le judaïsme
Une des principales lois du judaïsme dicte d'aimer l’Éternel « de tout son cœur, de toute son âme et de toutes ses forces ». Elle est régulièrement citée par les pratiquants lors du Chema Israël (« écoute Israël »), prière quotidienne.
Un autre commandement concernant l'amour est « tu aimeras ton prochain comme toi-même ». Le judaïsme distingue trois types d'amour : physique, charitable et spirituel. L'amour physique est manifesté dans le récit de la Création où la femme, Ève naît à partir d'un côté de l'homme.
Selon la conférencière Gila Manolson, l'amour dans le judaïsme est avant tout spirituel (le partage des valeurs et la bonté à déceler chez les autres est ce qui importe le plus). C'est également un amour qui se démontre par des actes, ainsi que l'écrit Jill Murray : « L'amour est un comportement. » Ce comportement implique la Tsedaka, charité pratiquée par les juifs. D'après l'essai sur la Bonté du Rav Eliashou Dessler[réf. incomplète], « donner nous conduit à aimer. » La Tsedaka est donc une cause de l'amour, et non pas une conséquence. Ainsi, se comporter de manière juste (notamment en respectant les mitzvot et les lois) permet de manifester son amour envers Dieu et son prochain.

### Dans le christianisme

#### Amour révélé
Le christianisme « se définit comme religion du Verbe incarné et de l'amour révélé ».
La révélation chrétienne tient en ceci : « Dieu est Amour » et rien d'autre (1Jn4, 8.16). Cet énoncé constitue le cœur du discours chrétien sur Dieu : « Dieu interprété comme amour ; en cela consiste l'idée chrétienne ».
Selon Laurent Gagnebin, « dans les religions en général, [Dieu] commence avant tout par être compris comme un Dieu terrifiant, redoutable, très éloigné du Dieu d'amour révélé par Jésus-Christ et qui caractérise aujourd'hui encore tout le christianisme. »

#### Amour partagé: amour du prochain

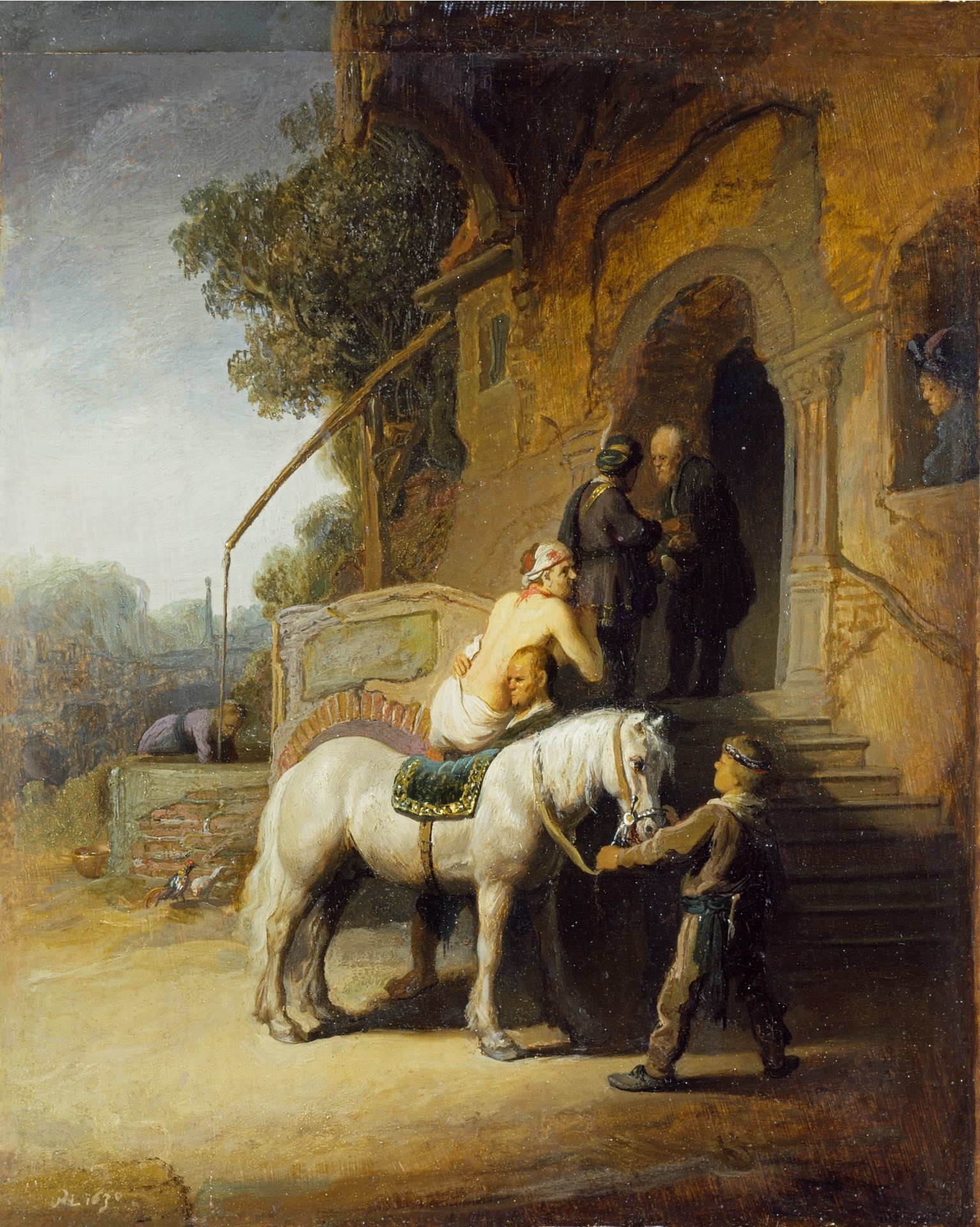
Le Bon Samaritain,
Rembrandt, 1632-1633, Wallace Collection, Londres

L'amour du prochain est la réponse à cet amour reçu :

« Je vous donne un commandement nouveau : aimez-vous les uns les autres ; comme je vous ai aimés, vous aussi, aimez-vous les uns les autres. À ceci tous connaîtront que vous êtes mes disciples, si vous avez de l'amour les uns pour les autres. »

— Évangile de Jean Chapitre 13, 34-35
Lorsqu'un Juif demande à Jésus : qui est mon prochain ? Jésus, par la parabole du bon Samaritain, signifie que le prochain est aussi l'étranger, l'ennemi, sans considération de religion. (voir Évangile de Luc chapitre 10, 29-37). Ailleurs, Jésus appelle à l'amour des ennemis : « Aimez vos ennemis et faites du bien à ceux qui vous haïssent. Bénissez ceux qui vous maudissent, priez pour ceux qui vous diffament. » (Luc 6, 27-28).
Dans le christianisme seul le commandement de l'amour est sacré, est volonté de Dieu. Tout le reste, notamment la Loi juive et les autres règles, est rendu relatif à ce seul commandement. L'évangile selon Matthieu, notamment, l'exprime nettement lorsqu'un prètre erudit (docteur de la Loi) s'adresse à Jésus :

« Et l'un d'eux, docteur de la loi, lui demanda pour l'embarrasser : 

« Maître, quel est le plus grand commandement de la Loi ? » 

Il lui dit : « Tu aimeras le Seigneur ton Dieu de tout ton cœur, de toute ton âme et de tout ton esprit. 

C'est là le plus grand et le premier commandement. 

Un second lui est égal : tu aimeras ton proche comme toi-même. 

En ces deux commandements tient toute la Loi, et les Prophètes. » »

— Évangile de Mathieu chapitre 22, 35, 40
La recherche de l'amour du prochain, inextricablement liée à l'amour de Dieu, est le fondement de la relation humaine dans la Bible. Le rôle de l'Église et des Écritures est d'ouvrir le cœur des êtres humains (leur conscience) pour qu'il puisse vivre cet amour toujours plus profondément.

#### Précisions sur ce qu'est l'amour
On entend trop souvent dire que l'Ancien Testament révélerait un Dieu de violence alors que le Nouveau Testament révélerait un Dieu d'amour ; que les chrétiens vivraient sous la « loi de l'amour » alors que les juifs vivraient dans l'« amour de la Loi »... Autant d'oppositions qui alimentent l'idée fausse que judaïsme et christianisme n'ont rien en commun. 
Pour certains[Qui ?], l'amour du prochain se définit comme une force intérieure qui pousse un être humain à rechercher la paix et à la partager avec les autres. Le désir d'amour se traduit par celui d'être avec l'autre ou les autres, celui d'accepter de recevoir et de donner, celui de dialoguer, de vivre avec, de comprendre, d'accompagner, etc.
Selon L'apôtre Paul : « Si je n’ai pas d’amour je ne suis rien. L'amour est patient, il est plein de bonté ; l'amour n'est point envieux, il ne se vante point, il ne s'enfle pas d'orgueil. Il ne fait rien de malhonnête. Il ne cherche point son intérêt, il ne s'irrite point, il ne soupçonne point le mal. Il ne se réjouit point de l'injustice, mais il se réjouit de la vérité. Il excuse tout, il croit tout, il espère tout, il supporte tout. L'amour ne meurt jamais ».
L'amour dont parle le christianisme se nomme parfois charité (du latin caritas), terme qui le distingue de l'amour érotique ou de l'amitié, et qui comporte, dans son sens religieux initial, une dimension transcendante. Il ne dépend pas du sentiment, mais de la volonté en lien avec l'intelligence. Le pape Benoît XVI proclame : « Ce n'est que dans la vérité que l'amour resplendit et qu'il peut être vécu avec authenticité. (…) Dépourvu de vérité, l'amour bascule dans le sentimentalisme. (…) Il est alors la proie des émotions et de l'opinion contingente des êtres humains ; il devient un terme galvaudé et déformé jusqu'à signifier son contraire. La vérité libère l'amour des étroitesses de l'émotivité qui le prive de contenus relationnels et sociaux, et d'un fidéisme qui le prive d'un souffle humain et universel ». (La charité a parfois pris le sens d'une sorte de pitié paternaliste : ce sens est très loin du sens de l’Évangile).
Lanza del Vasto précise : « La Charité est un amour conscient partant de la connaissance de soi et de la reconnaissance de soi en autrui. (…) C'est un amour « théologal », c'est-à-dire « découlant de la connaissance de Dieu ». C'est la découverte dans l'âme de tout homme de "l'image et ressemblance de Dieu"(cfr Genèse 1, 26) déposées en elle comme en nous-mêmes ». « Apprends à aimer non parce que ton cœur incontinent déborde, mais pour répondre au commandement de Dieu. Apprends la charité virile qui possède des paroles sévères pour ceux qui t'aiment, sereines pour ceux qui te combattent, chaudes pour ceux qui faiblissent, fortes pour ceux qui souffrent, claires pour les aveugles, écrasantes pour les orgueilleux, un seau d'eau et un bâton pour ceux qui dorment. L'amour qui demande et qui pleure, tue-le ; l'amour qui étreint et qui force, tue-le. Apprends l'amour qui n'attend rien du monde mais rayonne de par sa vertu propre, l'amour qui insuffle force à la personne aimée, et l'amène à la délivrance ».
Le pape François a rappelé ce commandement en conclusion de son message pour la Journée mondiale de la paix 2014, en soulignant que l'amour se traduit par la fraternité, qui est « fondement et route pour la paix », qui est avec la liberté et l'égalité, l'une des trois vertus républicaines fondatrices de la conception contemporaine des droits de l'homme, comme l'a souligné le pape Jean-Paul II dans une homélie lors de son premier voyage en France en 1980.
L'étude de l’Évangile selon Marc amène Benoît et Ariane Thiran à préciser ce qu'est l'amour vécu-enseigné par Jésus-Christ. L'amour, ils le définissent à partir du regard (intérieur) posé sur l'autre et soi-même, regard qui cesse d'être binaire et en opposition, par exemple lorsque je me pose comme le bon, le pur, le méritant face à « l'autre » qui ne l'est pas. L'amour exige d'exister, de s'affirmer, mais sans écraser, d'interpeller l'autre mais en partant du respect le plus grand pour l'autre et en étant prêt à souffrir à l'instar du Maître.

### Dans l'islam
L'amour est un sujet qui, principalement, « apparaît dans la pensée musulmane que sous l’impulsion des soufis qui lui connaissent diverses formes et en recherchent les germes coraniques ».
Le texte coranique associe plusieurs termes du champ lexical de l'amour à Dieu. « Dieu se qualifie dans le Coran de « Miséricordieux par essence » (Rahmân en arabe) et de « Miséricordieux d'une façon existentielle et efficiente » (Rahîm en arabe) : 329 occurrences ; Il est « le plus Miséricordieux des miséricordieux » ; [Les mots] Rahmân et Rahîm dérivent de la racine RHM qui renvoie à la matrice de la mère : rahim. Dieu est la matrice de l'univers, et aime Ses créatures d'un amour matriciel ». La traduction du premier sens, aujourd'hui traduit par « miséricordieux » n'est pourtant pas assurée à l'époque de la rédaction du Coran. En effet, le terme Rahmân n'acquiert la signification de clément, de celui qui fait pitié, absente du champ sémantique de Rahman dans le Coran, qu'à partir de l’époque islamique.
« L'islam est la religion de la « rah mah », [un mot arabe] qu'on rendrait par charité, amour, clémence, bienveillance et générosité dans tous les sens de ce dernier mot ; c'est cette « rah mah » qui fonde l'éthique islamique ». Cet amour, cité dans le Coran, concerne principalement Allah, sauf trois fois où le terme est utilisé pour des humains :« les fils envers leurs père et mère (XVII, 24), les époux entre eux (XXX, 21), les Chrétiens entre eux (LVII, 27). ». Dans sa définition, l'amour divin coranique pour les hommes n'est pas « inconditionné » mais est lié à la conduite morale de ceux-ci. Il aime « ceux qui agissent pour le mieux », « ceux qui accomplissent de belles actions ».
L'amour pour les hommes, dans le Coran, est teinté d'une connotation négative, celui-ci pouvant être source de conflits, s'il n'est pas enraciné dans « l'amour véritable que l'on doit porter à Dieu ». Pour l'islam, l'amour entre les hommes n'a aucune valeur s'il n'est pas lié à la foi. Ainsi le Coran déclare que le croyant doit aimer ses proches mais aussi que le non-croyant ne peut avoir d'amis sincères. L'amour entre époux est, quant à lui, une injonction divine.
La notion d'amour entre Dieu et les hommes est contenue dans l'aya : « Allah mènera les gens qu'Il aime et qui L'aiment…»,. Le mot makhabbat en arabe, en farsi, y fait référence.

### Dans le bouddhisme
Dans les bouddhismes Mahayana et Vajrayana (bouddhismes vietnamiens, chan, zen, lamaïsme), l'Amour est l'une des quatre qualités d'être que le pratiquant doit développer, l'un des « Quatre Infinis » ou « Quatre Incommensurables » : l'amour, la compassion, la joie et l'équanimité. Les tibétains définissent l'amour comme un souhait du bonheur de l'autre ; la compassion, comme un souhait de cessation de la souffrance de l'autre ; la joie, comme une participation à son bonheur ; l'équanimité comme le fait d'être attentif de façon semblable à tout être et toute chose sans établir un attachement privilégié. Tout pratiquant du bouddhisme Mahayana doit souhaiter la « bodhicitta » - « l'esprit d'éveil » - : souhaiter obtenir l'éveil ou les qualités spirituelles pour le bien des êtres, et ultimement, libérer définitivement les souffrances humaines. Karuna (sansk.), est traduit par « compassion » en français et « loving-kindness » en anglais, une activité d'attention aimante envers l'autre. Au Tibet, la compassion est décrite comme l'attitude de la mère attentive face à ses enfants.
Dans le bouddhisme Mahayana, d'une façon générale, la compassion, ou « amour-tendresse » est à développer conjointement à la sagesse (compréhension de la nature réelle, objective des phénomènes, philosophie du non-soi, etc.). La sagesse permet de s'affranchir de l'idée du soi, donc de toute tendance égotique ou narcissique. En cela, elle participe à l'émergence d'une « compassion infinie ». De même, la sagesse exige une grande compassion pour être actualisée : l'extinction de l'illusion du soi, pour les bouddhistes, exige une infinie dévotion, une immense abnégation. Aussi, pour les bouddhistes du Tibet, sagesse et compassion (ou « amour-tendresse ») se développent l'un l'autre jusqu'à conduire le pratiquant dans une « Terre pure » de bodhisattva - c'est-à-dire jusqu'à l'actualisation du potentiel humain d'amour, de joie, de compassion et d'équanimité.
Dans le bouddhisme ancien, selon l'enseignement du Bouddha, cette vision de l'amour n'apparaît pas. Le Bouddha insiste surtout sur le détachement qui conduit à la suppression du « désir » (Taṇhā), et donc au bonheur durable (cessation de la souffrance, nirvana). Ce n'est qu'entre les Ier et IVe siècles apr. J.-C. qu’émergera le bouddhisme Mahayana pour lequel l’action de compassion et d’amour envers l’autre prime sur l’ascèse et la méditation.
Pour les bouddhismes issus des développements du Mahayana et du Vajrayana, amour, joie et compassion ne sont pas des émotions, mais de véritables qualités d'êtres. Les émotions telles la colère, la jalousie, la peur, l'avidité, l'orgueil, passion, ne sauraient durer, elles sont passagères et proviennent de l'attachement et du désir. Au contraire, l'amour, la joie et la compassion peuvent se développer infiniment et sans être nécessairement dépendantes d'un objet ou de la présence d'un être. Le pratiquant peut les porter en lui, les développer infiniment et au-delà de tout attachement.

### Dans l'hindouisme
Selon Vivekananda, maître spirituel de l'hindouisme, l'amour de Dieu (bhakti en sanskrit) est le véritable amour, non égoïste : « Nous ne pourrons concevoir une jouissance plus haute que l’amour, mais ce mot amour a différentes significations. Il ne signifie pas l’amour égoïste qui est courant dans le monde ; (…) l’amour qui est parfaitement sans égoïsme est le seul amour, et c’est celui de Dieu. Il est très difficile à atteindre. Nous passons à travers toutes ces amours différentes, amour des enfants, du père, de la mère, etc. Nous développons lentement notre faculté d’amour, mais dans la majorité des cas, nous n’apprenons rien, nous nous enchaînons à un stade, à une personne ».

## Absence de sentiment amoureux
Il existe aussi des personnes qui éprouvent peu ou pas d'attirance romantique ou sexuelle : on parle notamment d'aromantisme.

#### Littérature
- le roman brittonique anonyme Tristan et Iseut
- Apollinaire, « Le Mal-aimé » in Alcools et Poèmes à Lou
- Aragon, Cantique à Elsa
- Barthes, Roland, Fragments d'un discours amoureux
- Breton, l'Amour fou
- Bruckner, Pascal, Lune de fiel
- Lord Byron, Don Juan
- Cohen, Albert, Belle du Seigneur
- Dante, Vita Nova
- Eluard, Derniers poèmes d'amour
- Gustave Flaubert, L'éducation sentimentale
- Guillaume de Lorrain et Jean de Meung, le Roman de la Rose
- Pétrarque, Canzoniere
- Plutarque, De l'Amour (Erotikos)
- Poe, Edgar Allan, Lettres d'amour
- Sade, Marquis de, Les Crimes de l'amour
- Shakespeare, Romeo and Juliet
- Stendhal, De l'amour.
- Sappho, Poésies.
- Abélard et Héloïse, Correspondances
- Goethe, Les Souffrances du jeune Werther
- Margueritte Yourcenar, Mémoires d'Hadrien

#### Philosophie
- Platon, Le Banquet et Phèdre
- Lucrèce, De la nature des choses
- Thomas d'Aquin, Somme théologique (Iae IIae, qu. 20)
- Jean-Jacques Rousseau, Les Confessions
- Ibn Arabi, Les Illuminations de La Mecque (ch. 178)
- Marsile Ficin, Commentaire du Banquet de Platon. De l'amour
- Jean Pic de la Mirandole, Commentaire sur une chanson d'amour de Jérôme Benivieni
- Tullia d'Aragon, De l'Infinité d'amour
- Marquis de Sade, La Philosophie dans le boudoir
- Arthur Schopenhauer, Le Monde comme volonté et comme représentation (chap. XLIV, Métaphysique de l'amour)
- Søren Kierkegaard, Ou bien... ou bien et La Reprise
- Friedrich Nietzsche, Le Gai Savoir
- Georges Bataille, L'Érotisme et Les Larmes d'Éros
- Emmanuel Levinas, Totalité et Infini
- Roland Barthes, Fragments d'un discours amoureux
- Jean-Luc Marion, Le Phénomène érotique
- Marc-Alain Ouaknin, Méditations érotiques
- Vincent Cespedes, Je t'aime. Une autre politique de l'amour, Flammarion, 2003.
- Jean-Luc Nancy, Je t'aime, un peu, beaucoup, passionnément…, Bayard Centurion, 2008.
- Maurice Blanchot, Amitié et La communauté Inavouable
- Jacques Derrida, Politiques de l'amitié et Résistances (chap. Pour l'amour de Lacan)
- Dominique Sels, Les Mots de l'amour arrivent d'Athènes, vocabulaire de l'amour dans Le Banquet de Platon, suivi du Portrait de Socrate, étude pour le plaisir, éditions de la Chambre au Loup, 2008.
- Julia Kristeva, Histoires d'amour

#### Histoire et sociologie
- Francesco Alberoni, Le Choc amoureux, trad. fr. Ramsay, 1981 ; L'érotisme, trad. fr. Ramsay, 1986 ; Le vol nuptial, trad. fr. Plon, 1994 ; Je t'aime, tout sur la passion amoureuse, trad. fr. Plon, 1997.
- Élisabeth Badinter, L'amour en plus : histoire de l'amour maternel (XVIIe – XXe siècle), Flammarion, 1980  (ISBN 2 08 081100 2).
- Christine Bard et Sylvie Chaperon (Notice rédigée par Christine Bard), Dictionnaire des féministes : France, XVIIIe – XXIe siècle, Paris, Presses universitaires de France, 2017, 1700 p. (ISBN 978-2-13-078720-4, OCLC 972902161, BNF 45220443, lire en ligne), p. 40 à 43
- Zygmunt Bauman, L'amour liquide. De la fragilité des liens entre les hommes, Le Rouergue, 2004.
- Denis de Rougemont, L'amour et l'Occident, Paris, Plon, 1939, édition remaniée 1956, édition définitive 1972.
- Jean Duvignaud, La genèse des passions dans la vie sociale, PUF, 1990.
- Michel Foucault, Histoire de la sexualité, trois tomes (La volonté de savoir ; L'usage des plaisirs ; Le souci de soi), Gallimard, 1976-1984.
- Isabelle Écochard (dir.), René Écochard (dir.) et José Noriega (dir.), Encyclopédie sur la sexualité humaine, l’amour et la fécondité, Paris, Téqui, 2022, 912 p.  (ISBN 978-2740323885).

#### Religion
- Benoît XVI Deus caritas est, 2005.